# 博福尔 (上加龙省)
博福尔（法語：Beaufort，法語發音：[bofɔʁ] ⓘ）是法国上加龙省的一个市镇，属于米雷区。

## 地理
博福尔（43°27'31"N, 1°6'41"E）面积8.51 平方千米，位于法国奧克西塔尼大區上加龙省，该省份为法国西南部内陆省份，西南端与西班牙接壤，自此顺时针与上比利牛斯省、热尔省、塔恩-加龙省、塔恩省、奥德省和阿列日省接壤。
与博福尔接壤的市镇（或旧市镇、城区）包括：圣富瓦-德佩罗利耶尔、蒙格拉斯、里约姆、萨博内尔。

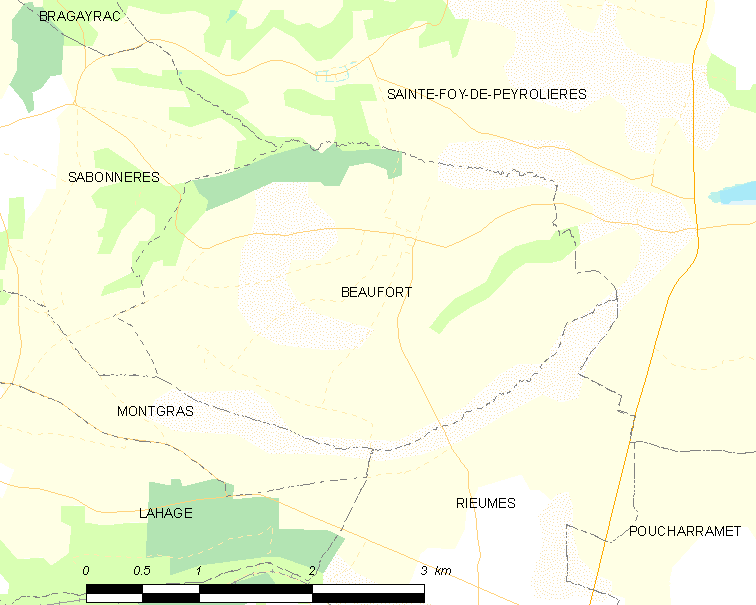
的OSM定位图

博福尔的时区为UTC+01:00、UTC+02:00（夏令时）。

## 行政
博福尔的邮政编码为31370，INSEE市镇编码为31051。

## 政治
博福尔所属的省级选区为卡泽尔县。

## 人口

1962-2008年间人口变化图示

博福尔于2022年1月1日时的人口数量为479人。